# ورزشگاه ده لا کارتوخا
ورزشگاه ده لا کارتوخا (به اسپانیایی: Estadio Olímpico de Sevilla) با نام سابق ورزشگاه المپیک سویا ورزشگاهی چندمنظوره در شهر سویا، اسپانیا است.
بازی‌های خانگی تیم ملی فوتبال اسپانیا در این ورزشگاه برگزار می‌شود.